# 夢虫館
夢虫館（むちゅうかん）は、香川県高松市にあった昆虫博物館である。水槽メーカーとして知られるNIPPURAの子会社であるせとうち夢虫博物館が運営していた。

## 沿革
最初は丸亀市の旧レオマワールド内にあり、現在のニューレオマワールドに引き継がれなかった大西美術館の建物を使用して2006年4月29日にせとうち夢虫館として開館した。このためニューレオマワールドとは無関係であった（ただし、当館とニューレオマワールドはどちらも加ト吉が関係していた）。
その後入場者が当初の見込みを下回ったことから、2007年8月31日限りで閉鎖された。運営会社が同じである高松市の新屋島水族館の隣接地へ移転することになり、同年9月1日開業予定だったが、駐車場の問題があることが判明したため一般公開を見送られ、
2008年3月29日に夢虫館と改名して開館した。
しかし、所在地が瀬戸内海国立公園内に位置しているため建築物への規制が厳しく、当初見込んでいた建物外観の変更や企画展示方法が困難であったことなどから、2009年3月31日限りで閉館した。移転オープンからわずか1年での閉館となった。

## アクセス
- 旧レオマワールド内に所在した当時については、ニューレオマワールド#アクセスを参照。
- 高松市に所在した当時については新屋島水族館#利用を参照。